# Nyctobia lobophorata
Nyctobia lobophorata là một loài bướm đêm trong họ Geometridae.